# Campionat del món de ciclisme en pista de 2009
El Campionat Mundial de Ciclisme en Pista de 2009 es va celebrar a Pruszków (Polònia) entre el 25 i el 29 de març de 2009. Les competicions es van celebrar al velòdrom BGŻ Arena. En total es va competir en 19 disciplines, 10 de masculines i 9 de femenines. En aquesta edició va debutar l'Òmnium femení.

## Resultats

### Masculí
| Prova                     | Or                                                                                          | Argent                                                                  | Bronze                                                                  |
| Velocitat individual      | Grégory Baugé · França ·                                                                    | Azizulhasni Awang · Malàisia                                            | Kévin Sireau · França                                                   |
| Velocitat per equips      | França · Grégory Baugé · Kévin Sireau · Mickaël Bourgain                                    | Regne Unit · Matthew Crampton · Jason Kenny · Jamie Staff               | Alemanya · René Enders · Robert Förstemann · Stefan Nimke               |
| Persecució individual     | Taylor Phinney · Estats Units                                                               | Jack Bobridge · Austràlia                                               | Dominique Cornu · Bèlgica                                               |
| Persecució per equips     | Dinamarca · Casper Jørgensen · Jens-Erik Madsen · Michael Færk Christensen · Alex Rasmussen | Austràlia · Jack Bobridge · Rohan Dennis · Leigh Howard · Cameron Meyer | Nova Zelanda · Westley Gough · Peter Latham · Marc Ryan · Jesse Sergent |
| Quilòmetre contrarellotge | Stefan Nimke · Alemanya ·                                                                   | Taylor Phinney · Estats Units ·                                         | Mohd Rizal Tisin · Malàisia ·                                           |
| Cursa per punts           | Cameron Meyer · Austràlia ·                                                                 | Daniel Kreutzfeldt · Dinamarca ·                                        | Chris Newton · Regne Unit ·                                             |
| Keirin                    | Maximilian Levy · Alemanya ·                                                                | François Pervis · França ·                                              | Teun Mulder · Països Baixos ·                                           |
| Madison                   | Michael Mørkøv · Alex Rasmussen · Dinamarca ·                                               | Leigh Howard · Cameron Meyer · Austràlia ·                              | Martin Bláha · Jiří Hochmann · Txèquia ·                                |
| Scratch                   | Morgan Kneisky · França ·                                                                   | Ángel Darío Colla · Argentina ·                                         | Andreas Müller · Àustria ·                                              |
| Òmnium                    | Leigh Howard · Austràlia ·                                                                  | Zachary Bell · Canadà ·                                                 | Tim Veldt · Països Baixos ·                                             |

### Femení
| Prova                     | Or                                                                       | Argent                                                        | Bronze                                                         |
| Velocitat individual      | Victoria Pendleton · Regne Unit                                          | Willy Kanis · Països Baixos                                   | Simona Krupeckaite · Lituània                                  |
| Persecució individual     | Alison Shanks · Nova Zelanda ·                                           | Wendy Houvenaghel · Regne Unit                                | Vilija Sereikaitė · Lituània                                   |
| 500 metres contrarellotge | Simona Krupeckaite · Lituània                                            | Anna Meares · Austràlia                                       | Victoria Pendleton · Regne Unit                                |
| Cursa per punts           | Giorgia Bronzini · Itàlia                                                | Yumari González · Cuba ·                                      | Elizabeth Armitstead · Regne Unit                              |
| Scratch                   | Yumari González · Cuba ·                                                 | Elizabeth Armitstead · Regne Unit                             | Belinda Goss · Austràlia ·                                     |
| Keirin                    | Guo Shuang · R.P. de la Xina                                             | Clara Sanchez · França                                        | Willy Kanis · Països Baixos                                    |
| Velocitat per equips      | Kaarle McCulloch · Anna Meares · Austràlia ·                             | Victoria Pendleton · Shanaze Reade · Regne Unit ·             | Gintarė Gaivenytė · Simona Krupeckaite · Lituània ·            |
| Persecució per equips     | Wendy Houvenaghel · Elizabeth Armitstead · Joanna Rowsell · Regne Unit · | Lauren Ellis · Jaime Nielsen · Alison Shanks · Nova Zelanda · | Ashlee Ankudinoff · Sarah Kent · Josephine Tomic · Austràlia · |
| Òmnium                    | Josephine Tomic · Austràlia ·                                            | Tara Whitten · Canadà ·                                       | Yvonne Hijgenaar · Països Baixos ·                             |

## Medaller
| Pos.  | País            | Or | Plata | Bronze | Total |
| 1     | Austràlia       | 4  | 4     | 2      | 10    |
| 2     | França          | 3  | 2     | 1      | 6     |
| 3     | Regne Unit      | 2  | 4     | 3      | 9     |
| 4     | Dinamarca       | 2  | 1     |        | 3     |
| 5     | Alemanya        | 2  |       | 1      | 3     |
| 6     | Nova Zelanda    | 1  | 1     | 1      | 3     |
| 7     | Cuba            | 1  | 1     |        | 2     |
| 7     | Estats Units    | 1  | 1     |        | 2     |
| 9     | Lituània        | 1  |       | 3      | 4     |
| 10    | R.P. de la Xina | 1  |       |        | 1     |
| 10    | Itàlia          | 1  |       |        | 1     |
| 12    | Canadà          |    | 2     |        | 2     |
| 13    | Països Baixos   |    | 1     | 4      | 5     |
| 14    | Malàisia        |    | 1     | 1      | 2     |
| 15    | Argentina       |    | 1     |        | 1     |
| 16    | Àustria         |    |       | 1      | 1     |
| 16    | Bèlgica         |    |       | 1      | 1     |
| 16    | Txèquia         |    |       | 1      | 1     |
| Total | Total           | 19 | 19    | 19     | 57    |